# Autostrada A71 (Franța)
Autostrada A71 (numită și L'Arverne) este o autostradă care leagă orașul Orléans, în departamentul Loiret, de Clermont-Ferrand, în departamentul Puy-de-Dôme. Are o lungime de 290 de kilometri.

## Caracteristici
Autostrada A71 este o autostradă cu taxă.
- Este administrată de Cofiroute între Orléans și nodul rutier din Bourges (inclus), fiind acoperită de Radio Vinci Autoroutes (107.7 FM).
- De la Bourges la Clermont-Ferrand, este gestionată de Autoroutes Paris-Rhin-Rhône (APRR), cu acoperire prin Autoroute Info.
- Singura porțiune gratuită este între ieșirile 15 și 17, dar și aceasta este administrată de APRR.

Autostrada A71 are în majoritate 2 × 2 benzi, cu excepția următoarelor porțiuni, unde este extinsă la 2 × 3 benzi:
- Devierea Orléans;
- Porțiunea dintre nodul rutier al autostrăzilor A20 și A85, la nord de Vierzon;
- La sud de punctul de taxare Clermont-Barrière (Gerzat).

Viteza maximă permisă pe autostrada A71 este de 130 km/h, cu următoarele excepții:
- După punctul de taxare Gerzat, viteza este limitată la 110 km/h;
- În zona Orléans, unde a fost instalat un radar automat, viteza maximă admisă este de 110 km/h.

Autostrada A71 se ramifică la nivelul autostrăzii A711, de unde este continuată de A75 până la Béziers.
Pe parcursul întregii autostrăzi A71, fără a părăsi traseul prin ieșiri, aceasta are foarte puține puncte de taxare directe (doar unul, cel de la Gerzat, în direcția Clermont-Ferrand), dar este foarte bine dotată cu zone de odihnă și servicii.
Autostrada A71 face parte din rețeaua rutieră europeană, fiind inclusă pe următoarele cinci rute europene:
- Drumul european E09: între Orléans și Vierzon;
- Drumul european E11, Drumul european E604: între Vierzon și Clermont-Ferrand;
- Drumul european E62: între nodul rutier cu A714 și ieșirea 11 (traseu comun cu RCEA - „Route Centre-Europe Atlantique”[n 1]);
- Drumul european E70: între Combronde și Gerzat.

## Istoric

### Variantele de traseu între Bourges și Clermont-Ferrand
În anii 1970, au fost propuse mai multe variante de traseu între Bourges și Clermont-Ferrand. Unele dintre aceste variante treceau cât mai aproape de Montluçon, în timp ce altele, respinse, ar fi putut îmbunătăți accesul către Nevers, Moulins și Vichy.

### Deschiderea tronsoanelor
Primul tronson al autostrăzii a fost deschis în 1973 (între autostrada A10 și La Chapelle-Saint-Mesmin). Extinderea sa până la actuala ieșire 2 a fost inaugurată pe 26 martie 1980.
Tronsonul dintre Orléans și Salbris a fost inaugurat pe 24 octombrie 1986 și dat în folosință în aceeași zi, deși a fost deschis temporar între 27 iunie și 1 iulie în același an pentru traficul de vacanță.
Pe tronsonul din Auvergne, autostrada A71 a fost deschisă circulației între Montmarault și Clermont-Ferrand (între ieșirile 11 și 17) pe 29 octombrie 1987. Ulterior, aceasta a fost extinsă până la ieșirea 9 (Vallon-en-Sully) pe 11 decembrie 1988.
Porțiunea dintre Salbris și Bourges a fost deschisă pe 29 iunie 1989, iar ultima secțiune a fost inaugurată pe 11 decembrie 1989.
Construcția autostrăzii, pe secțiunea concesionată către APRR, a dus la reamenajarea a 50.000 de hectare de terenuri agricole, dintre care 34.000 de hectare au fost gestionate de compania de autostrăzi.
Deschiderea tronsoanelor
- 26 martie 1980: Orléans (A10) – Olivet (ieșirea 2)
- 1986: Orléans (ieșirea 2) – Salbris (ieșirea 4)
- 1987: Montmarault (ieșirea 11) – Clermont-Est (ieșirea 17) (71 km)
- 1988: Forêt-de-Tronçais (ieșirea 9) – Montmarault (ieșirea 11) (38 km)
- 1989: Bourges (ieșirea 7) – Forêt-de-Tronçais (ieșirea 9) (70 km)

### După deschidere
La începutul anului 2006, porțiunea dintre nodul rutier cu autostrada A89 (la nivelul bifurcației de Combronde) și același nod rutier, puțin înainte de ieșirea 15, a primit o dublă numerotare: A71-A89, ca urmare a deschiderii autostrăzii A89 între nodurile rutiere Saint-Julien-Puy-Lavèze și Combronde. Kilometrajul pe A71 a rămas neschimbat.
Porțiunea dintre ieșirile 7 și 8 (Bourges și Saint-Amand-Montrond), cu o lungime de 41,5 kilometri, este cea mai lungă secțiune de autostradă din Franța fără intrări, ieșiri sau noduri rutiere.
În cadrul planului de relansare a autostrăzilor din 2015, nodul rutier 11 Montmarault a fost modificat pentru a permite un acces direct la autostrada A79, în direcția Moulins și Mâcon.
Un amendament la concesiune, publicat printr-un decret pe 21 august 2015, a atribuit construcția acestui nod rutier companiei APRR, care a preluat și întreținerea acestuia începând cu 27 martie 2018. Nodul rutier a fost inaugurat pe 5 august 2021, iar lucrările au avut un cost total de 90 de milioane de euro.

### Lărgiri
Autostrada A71 a fost construită inițial „fără previziunea extinderii la 2 × 3 benzi”. Cu toate acestea, mai multe lucrări de lărgire au fost realizate de către cele două companii de autostrăzi responsabile de gestionarea acesteia.
În aglomerația Orléans, compania Cofiroute a inițiat lărgirea autostrăzii A71 între nodurile rutiere 1 (Orléans-Centre) și 2 (Olivet), prin construirea unei a treia benzi pe o lungime de 6 km, cu scopul de a fluidiza traficul și de a reduce emisiile de CO₂.
Acest proiect a inclus și dublarea podului peste râul Loara. Lucrările au fost finalizate și livrate la sfârșitul anului 2010.
La intrarea în Clermont-Ferrand, ultimii kilometri ai autostrăzii A71 au fost lărgiți la 2 × 3 benzi, între punctul de taxare Gerzat și autostrada A75. Lucrările, realizate de APRR, au început cu pregătirile la sfârșitul anului 2012, iar punerea în funcțiune completă a avut loc pe 22 decembrie 2014. Costul acestui proiect a fost de 78 de milioane de euro fără TVA.
Inițial, lărgirea a fost operațională pe 10 iulie 2014, între punctul de taxare Gerzat (care a trebuit să fie remodelat, cu patru benzi pe sens rezervate pentru tele-taxe, fără oprire, cu o viteză maximă de 30 km/h) și nodul rutier cu A89, situat la nord-est de Clermont-Ferrand. Ulterior, pe 22 decembrie, lărgirea a fost finalizată între acest nod rutier și A75.
Lucrările au necesitat „extinderi suplimentare”, deoarece lărgirea s-a efectuat dincolo de platforma existentă, iar 12 structuri de artă au trebuit să fie adaptate.
Între Theillay și Vierzon, traficul intens dintre două noduri rutiere (A85 și A20) a impus lărgirea autostrăzii la trei benzi pe fiecare sens. Acest proiect a necesitat doi ani de studii și consultări și a fost inaugurat pe 1 iulie 2015.
La sud de Gannat, un alt proiect de lărgire a fost planificat, extinzând autostrada de la două la trei benzi pe o lungime de șapte kilometri, în direcția Clermont – Paris. Acest tronson a fost dat în folosință în mai 2018, iar limita de viteză a fost crescută de la 110 km/h la 130 km/h.

## Traseu

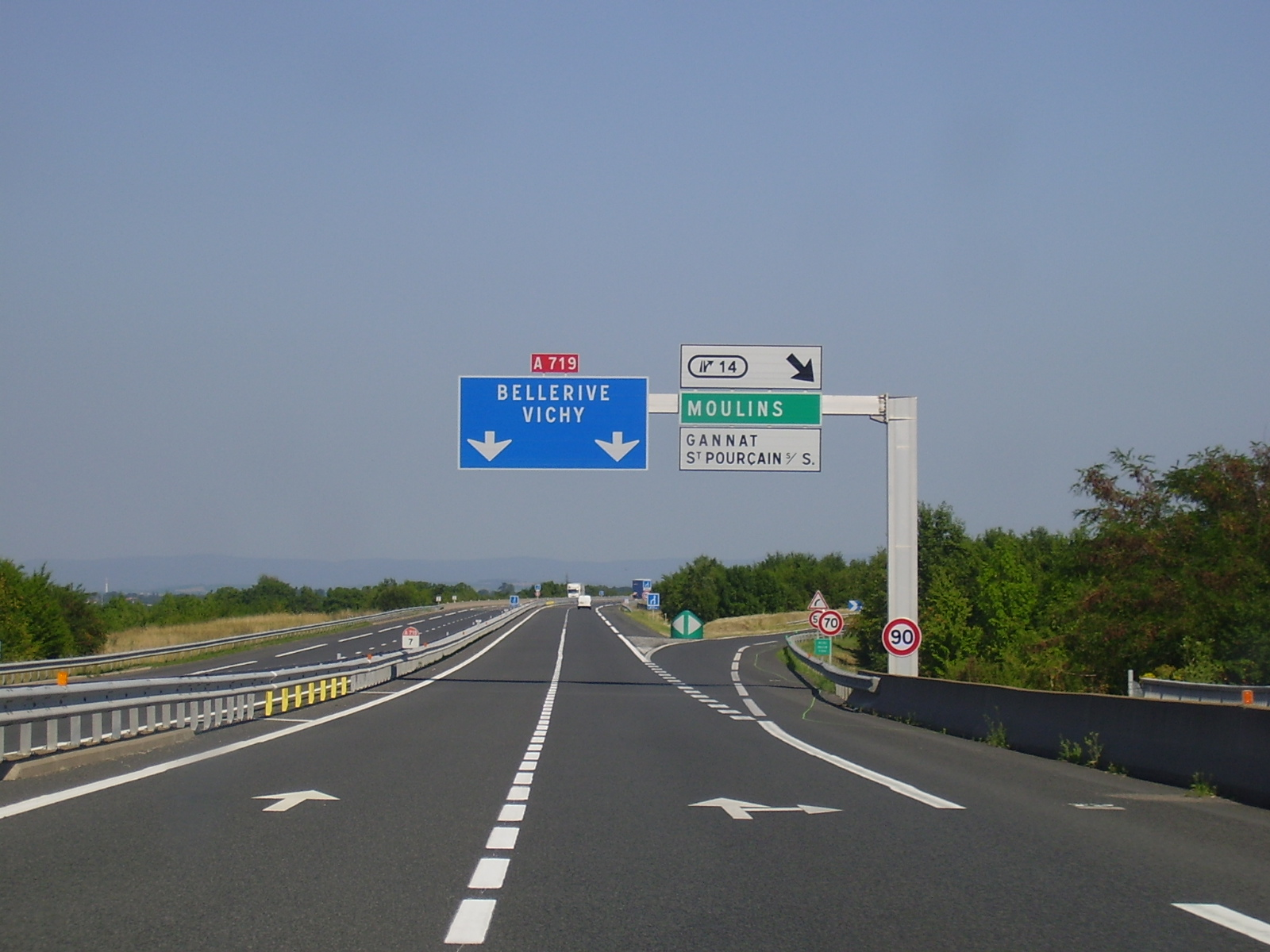
Nodul 14 în direcția Gannat, în iulie 2009.

| De la A10 până la ieșirea 7; secțiune cu taxă în sistem închis, concesionată companiei Cofiroute.          | |              |
| Intersecție                                                                                                | Nod rutier între A10 și A71: Paris, Le Mans, Fontainebleau, Orléans-nord; Bordeaux, Tours, Blois.                                                                                         | A10 E5 E60   |
| A71 E11 | |              |
| 1 - Orléans Centre                                                                                         | Orașe deservite: Orléans-centru, La Chapelle-Saint-Mesmin, Saint-Jean-de-la-Ruelle. |              |
| | Pod peste Loara. |              |
| | Limitare la 90 km/h (sens Clermont-Ferrand > Orléans). |              |
| | Pod peste Loiret. |              |
| 2 - Olivet                                                                                                 | Orașe deservite: La Ferté-Saint-Aubin, Saint-Jean-le-Blanc, Olivet, Loiret, Orléans-la-Source.                                                                                            | RD2271       |
| | Zone de odihnă: Le Bois de Bailly (sens Orléans > Clermont-Ferrand) ; Le Bois du Télégraphe (sens Clermont-Ferrand > Orléans).                                                            |              |
| | Trecerea din departamentul Loiret în departamentul Loir-et-Cher. |              |
| | Zone de servicii: Chaumont-sur-Tharonne (sens Orléans > Clermont-Ferrand) ; La Ferté-Saint-Aubin (sens Clermont-Ferrand > Orléans).                                                       |              |
| 3 - Lamotte-Beuvron                                                                                        | Orașe deservite: Lamotte-Beuvron, Nouan-le-Fuzelier, La Ferté-Saint-Aubin, Neung-sur-Beuvron.                                                                                             |              |
| | Zonă de odihnă: L'Étang du Maras (sens Orléans > Clermont-Ferrand). |              |
| | Zonă de odihnă: La Briganderie (sens Clermont-Ferrand > Orléans). |              |
| | Zonă de odihnă: Les Maremberts (sens Orléans > Clermont-Ferrand). |              |
| | Zonă de odihnă: La Saulot (sens Clermont-Ferrand > Orléans). |              |
| 4 - Salbris                                                                                                | Orașe deservite: Romorantin-Lanthenay, Neung-sur-Beuvron, Salbris. |              |
| | Zone de servicii: Salbris - Theillay (sens Orléans > Clermont-Ferrand) ; Salbris - la Loge (sens Clermont-Ferrand > Orléans).                                                             |              |
| Intersecție                                                                                                | Nod rutier între A85 și A71: Nantes, Tours, Blois. | A85 E604     |
| | Trecerea din departamentul Loir-et-Cher în departamentul Cher. |              |
| 5 | Nod rutier între A20 și A71: Toulouse, Limoges, Châteauroux, Vierzon-centru. | A20 E09      |
| A71 E11 | |              |
| 6 - Vierzon est                                                                                            | Orașe deservite: Mehun-sur-Yèvre, Vierzon-Forges. | RD2076       |
| | Limitare la 130 km/h (sens Clermont-Ferrand > Orléans). |              |
| | Zone de odihnă: Quincy (sens Orléans > Clermont-Ferrand) ; La Chaussée de César (sens Clermont-Ferrand > Orléans).                                                                        |              |
| | Zone de servicii: Bourges - Sainte-Thorette (sens Orléans > Clermont-Ferrand) ; Bourges - Marmagne (sens Clermont-Ferrand > Orléans).                                                     |              |
| | Limitare la 130 km/h (sens Orléans > Clermont-Ferrand). |              |
| 7 - Bourges                                                                                                | Orașe deservite: Nevers, Bourges, Issoudun, Saint-Florent-sur-Cher. | RN142 RN151  |
| De la ieșirea 7 până la ieșirea 14; secțiune cu taxă în sistem închis, concesionată companiei APRR.        | |              |
| | Zonă de odihnă: Le Bois aux Dames (sens Clermont-Ferrand > Orléans). |              |
| | Zonă de odihnă: Le Gîte aux Loups (sens Orléans > Clermont-Ferrand). |              |
| | Pod peste Cher. |              |
| | Zone de servicii: Le Centre de la France (Farges-Allichamps) (sens Orléans > Clermont-Ferrand) ; Le Centre de la France (Bruère-Allichamps) (sens Clermont-Ferrand > Orléans).            |              |
| 8 - Saint-Amand-Montrond                                                                                   | Orașe deservite: Châteauroux, Saint-Amand-Montrond. |              |
| | Trecerea din departamentul Cher în departamentul Allier. Trecerea din regiunea Centre-Val de Loire în regiunea Auvergne-Rhône-Alpes.                                                      |              |
| | Zone de odihnă: Le Grand Meaulnes (sens Orléans > Clermont-Ferrand) ; Vallon-en-Sully (sens Clermont-Ferrand > Orléans).                                                                  |              |
| | Pod peste Cher. |              |
| 9 - Forêt de Tronçais                                                                                      | Orașe deservite: pădurea Tronçais, Vallon-en-Sully. | RD2144       |
| Intersecție                                                                                                | Nod rutier între A714(RCEA) și A71: Montluçon, Guéret, Poitiers, Limoges. | A714 E62     |
| A71 E11 E62                                                                                                | |              |
| | Limitare la 130 km/h (sens Orléans > Clermont-Ferrand). |              |
| | Zone de servicii: L'Allier (Doyet) (sens Orléans > Clermont-Ferrand) ; L'Allier (Saulzet) (sens Clermont-Ferrand > Orléans).                                                              |              |
| Intersecție                                                                                                | Nod rutier între A79(RCEA) și A71: Mâcon, Moulins. | A79 E62      |
| 11 - Montmarault                                                                                           | Orașe deservite: Saint-Pourçain-sur-Sioule, Saint-Éloy-les-Mines, Commentry, Montmarault.                                                                                                 | RD2371       |
| A71 E11 | |              |
| | Viaductul Venant. |              |
| | Zone de odihnă: La Bouble (sens Orléans > Clermont-Ferrand) ; Chantelle en Bourbonnais (sens Clermont-Ferrand > Orléans).                                                                 |              |
| | Col de Naves (330 m). |              |
| | Pod peste Sioule. |              |
| | Pantă de 6% pe 2,5 km (coborâre în direcția Clermont-Ferrand > Montluçon); Atenție, în sensul de urcare, camioanele circulă cu 50 km/h și nu există bandă specială pentru vehicule lente. |              |
| Intersecție                                                                                                | Nod rutier între A719 și A71: Vichy, Gannat, Ébreuil. | A719         |
| | Trecerea din departamentul Allier în departamentul Puy-de-Dôme. |              |
| | Zonă de servicii: Les Volcans d'Auvergne (în ambele sensuri). |              |
| 12.1 - Combronde                                                                                           | Orașe deservite: Saint-Éloy-les-Mines, Combronde. |              |
| Intersecție                                                                                                | Nod rutier între A89 și A71: Bordeaux, Limoges. | A89 E70      |
| A71 E11 E70                                                                                                | |              |
| | Zone de odihnă: Montpertuis (sens Orléans > Clermont-Ferrand) ; Pessat-Villeneuve (sens Clermont-Ferrand > Orléans).                                                                      |              |
| 13 - Riom                                                                                                  | Orașe deservite: Riom, Volvic, Châtel-Guyon, Mozac. |              |
| | Punctul de taxare Clermont-Barrière. |              |
| 14 - Gerzat                                                                                                | Orașe deservite: Gerzat, Z.I. Ladoux, Centrul de testare Michelin. |              |
| De la ieșirea 14 până la A89-est și A710; secțiune cu taxă în sistem deschis, concesionată companiei APRR. | |              |
| Intersecție                                                                                                | Nod rutier între A89, A710 și A71: Lyon, Saint-Étienne, Thiers (nod rutier parțial). | A89 A710 E70 |
| 15 - Clermont nord                                                                                         | Orașe deservite: Montluçon, Vichy, Riom, Clermont-Ferrand. | A710         |
| De la A89-est până la A75; secțiune gratuită, concesionată companiei APRR.                                 | |              |
| A71 E11 | |              |
| 16 - Le Brézet                                                                                             | Orașe deservite: Aeroportul Clermont-Ferrand Auvergne, Clermont-Ferrand-Le Brézet. |              |
| A71 E11 | |              |
| Intersecție                                                                                                | Nod rutier între A75, A711 și A71: Montpellier, Aurillac, Le Puy-en-Velay; Lyon, Saint-Étienne, Thiers (nod rutier parțial).                                                              | A75 A711 E11 |

## Ramificații

### Autostrada A710

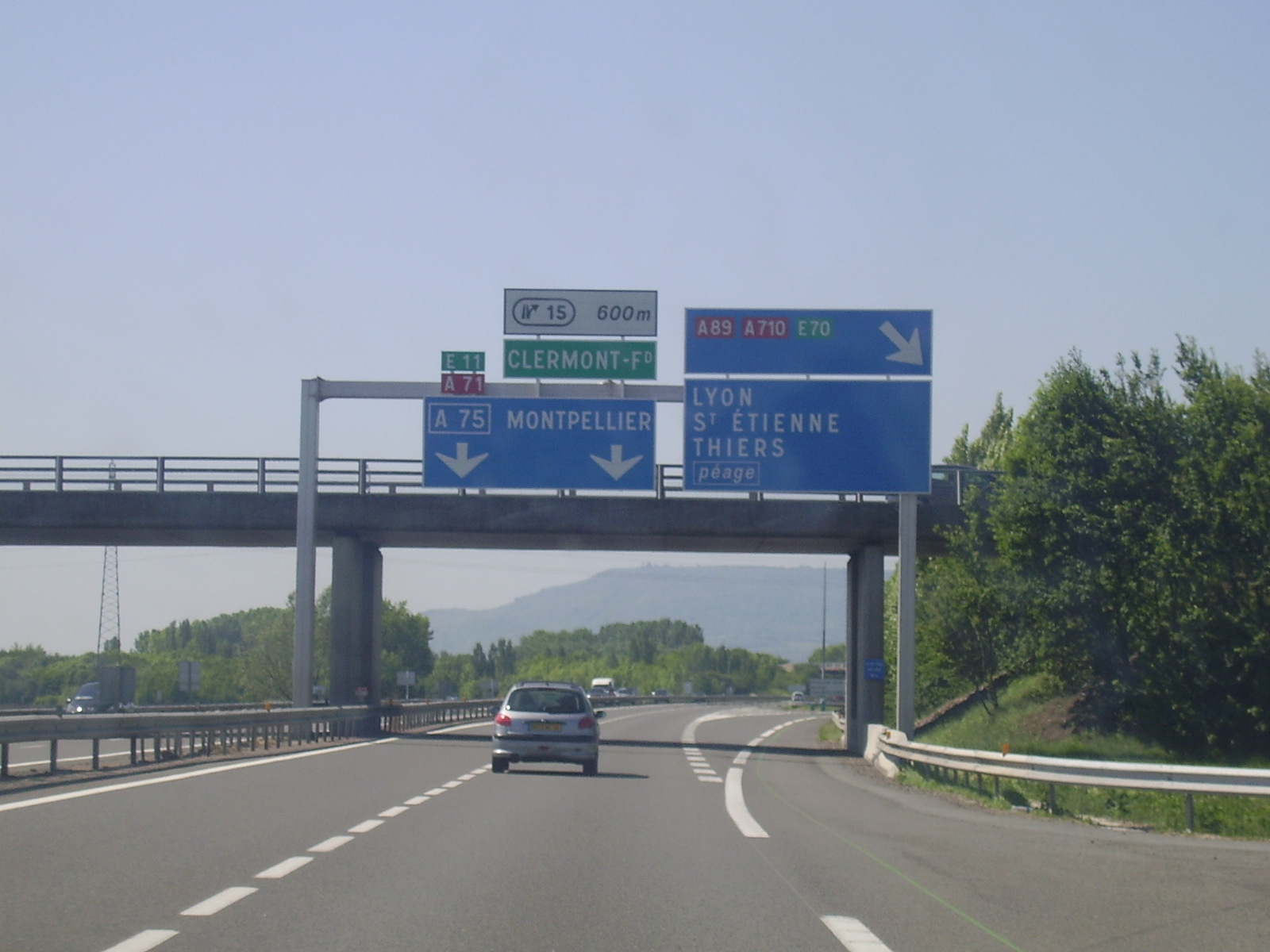
Nod rutier dintre autostrăzile A71 (spre Montpellier) și A89 (spre Lyon) în mai 2010.

Dată în folosință în 1998, autostrada A710, cu o lungime de șapte kilometri, lega Clermont-Ferrand (în dreptul nodului cu autostrada A71) de autostrada A72 (în dreptul joncțiunii cu autostrada A711). În 2008, a fost redenumită A89.
La vest de bifurcație, A710W deservește cartierele de nord ale orașului Clermont-Ferrand. Este accesibilă prin ieșirea 15 venind de la bariera de taxare Gerzat sau direct de pe A89 din direcția Thiers. A fost deschisă pe 29 octombrie 1987, în același timp cu autostrada A711.
Clasificarea sa ca autostradă se oprește la nivelul nodului cu drumul metropolitan 210, unde, dincolo de acest punct, drumul devine metropolitan (bulevardul Edgar-Quinet, RM 69). Aceasta se conectează la RM 2009 (fostul drum național 9) la intersecția Pistes.

#### Traseu
| De la A89 până la capătul autostrăzii: secțiune gratuită, concesionată companiei APRR. | |                 |
| A79 E70                                                                                | |                 |
| Intersecție                                                                            | Nod rutier între A71-nord A89 și A710: Paris, Riom, Bordeaux, Limoges; Lyon, Saint-Étienne, Thiers. | A89 A71 E11 E70 |
| A710                                                                                   | |                 |
| Intersecție                                                                            | Nod rutier între A71-sud și A710: A75 (Montpellier), Thiers (nod rutier parțial).                   | A71 A75 E11     |
| A710                                                                                   | |                 |
| Les Gravanches                                                                         | Orașe deservite: Gerzat, Maringues, Clermont-Ferrand-Les Gravanches, Clermont-Ferrand-Chantemerle.  | M210            |

### Autostrada A711
Cu o lungime de doisprezece kilometri, autostrada A711 leagă Clermont-Ferrand de autostrada A89 în direcția Thiers și Lyon. O parte a acestei autostrăzi a fost clasificată ca autostradă prin aducerea la standarde corespunzătoare a drumului național RN 89 în 1976 (vechiul drum a fost declasificat, devenind în prezent RM 766). Extinderea sa către autostrada A72, cunoscută anterior ca A720, a fost dată în folosință în 1978.

### Autostrada A712

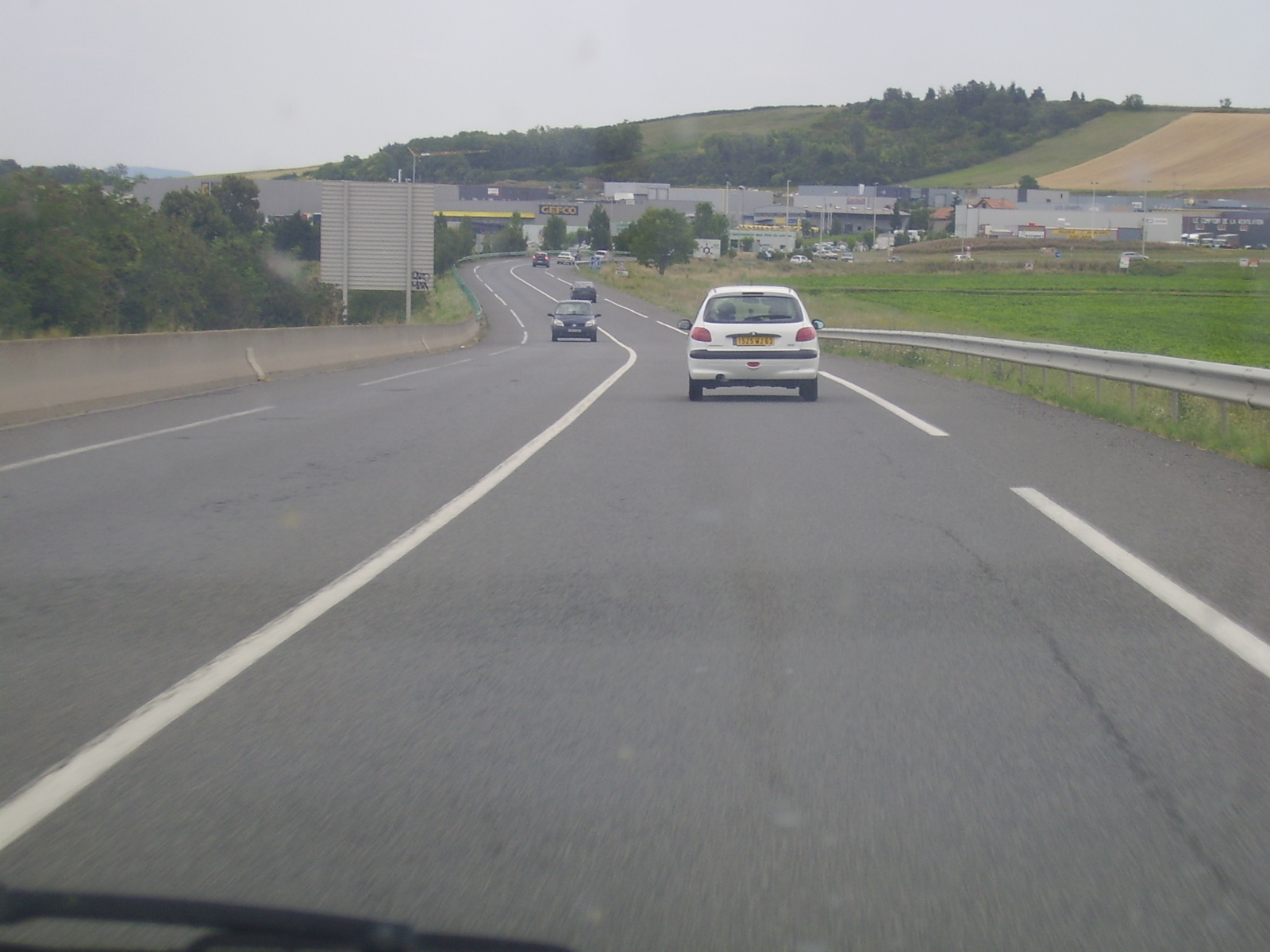
Autostrada A712, în august 2009.

Autostrada A712 este o bretea de legătură între A711 (ieșirea 1.4) și sensul giratoriu Champ-Lamet, situat la limita comunelor Lempdes și Pont-du-Château, în departamentul Puy-de-Dôme. Este una dintre cele mai scurte autostrăzi din Franța, având o lungime de doar un kilometru.
Deși este clasificată ca autostradă (benzi de urgență pe fiecare sens de circulație), A712 are caracteristici reduse, echivalente cu un drum obișnuit: două benzi (câte una pe sens) pe întregul traseu, viteza limitată la 80 km/h și fără separatoare fizice între sensurile de circulație.

#### Traseu
| De la A711 până la capătul autostrăzii: secțiune gratuită, neconcesionată, gestionată de DIR Massif-Central. | |                   |
| A711 | |                   |
| Intersecție                                                                                                  | Nod rutier între A711 și A712: A71 (Paris), A75 (Montpellier), A89 (Bordeaux), Clermont-Ferrand; A89 (Saint-Étienne), Thiers.                                             | A711 A71 A75 A89  |
| A712 | |                   |
| | Secțiune cu caracteristici reduse, 2x1 benzi, fără ieșiri, pe o lungime de 2 km.                                                                                          |                   |
| A712 | |                   |
| Sens giratoriu Chazal                                                                                        | RD2089: Thiers, Lezoux, Cournon-d'Auvergne, Lempdes-Z.A., P.A. La Fontanille M766: Lempdes, Aeroportul Clermont-Ferrand Auvergne M2089: Pont-du-Château, Z.A. Champ-Lamet | RD2089 M766 M2089 |

### Autostrada A714
Autostrada A714 este ramificația care deservește orașul Montluçon. Face parte din Route Centre-Europe Atlantique și este concesionată companiei Autoroutes Paris-Rhin-Rhône (APRR).
A fost dată în folosință în iunie 2011 (inaugurare pe 1 iunie, deschidere pe 29 iunie) prin aducerea la standarde de autostradă a unui tronson al drumului național RN 145, între nodul 10 al autostrăzii A71 și nodul de la Saint-Victor (podul des Nautes), care se conectează la RD 2144 (fostul drum național).
Autostrada A714 asigură o legătură completă cu două benzi pe sens între autostrăzile A71 și A20 (o bandă suplimentară pentru vehicule lente este amenajată la rampa de la Désertines). De asemenea, este fără taxă de drum „pentru traficul local”. Viteza este limitată la 110 km/h.
Cu un cost de 50 de milioane de euro, construcția acestei autostrăzi a fost finanțată integral de către compania de autostrăzi.

#### Traseu
| De la A71 până la ieșirea 35: secțiune cu taxă, concesionată companiei APRR.     |                                                                                                 |        |
| A71 E11 E62                                                                      |                                                                                                 |        |
| Intersecție                                                                      | Nod rutier între A71 și A714: Bourges, Orléans, Paris; Moulins, Mâcon, Vichy, Clermont-Ferrand. | A71 E5 |
| A714 E62                                                                         |                                                                                                 |        |
|                                                                                  | Punctul de taxare Bizeneuille.                                                                  |        |
|                                                                                  | Zone de odihnă: Bedun (sens A71 > Quinssaines) ; Les Amarons (sens Quinssaines > A71).          |        |
| De la ieșirea 35 până la RN145: secțiune fără taxă, concesionată companiei APRR. |                                                                                                 |        |
| 35 - Croix-de-Fragne                                                             | Orașe deservite: Moulins, Bizeneuille, Cosne-d'Allier, Saint-Angel Verneix.                     | RD94   |
| 36 - Pont-des-Nautes                                                             | Orașe deservite: Bourges, Montluçon-est, Désertines, Saint-Victor.                              | RD2144 |
| A714 E62                                                                         |                                                                                                 |        |
| RN145 E62                                                                        |                                                                                                 |        |

### Autostrada A719
Autostrada A719 leagă A71, la vest de Gannat, de Espinasse-Vozelle, la porțile orașului Vichy, din 12 ianuarie 2015.
Inițial planificată pentru a ocoli orașul Gannat, extinderea autostrăzii A719, cu o lungime de 14 km, a fost declarată de utilitate publică pe 16 august 2011, cu scopul de a îmbunătăți accesul către Vichy. Aceasta a fost dată în folosință înainte de finalizarea variantelor de ocolire din sud-vest.

## Locuri remarcabile
Ieșirea 1:
- Pont de l'Europe, pe râul Loara, în amonte de autostradă.
- Catedrala Sainte-Croix din Orléans.

Ieșirea 3:
- Castelul La Ferté-Saint-Aubin.
- Biserici.

Ieșirea 4:
- Calea ferată turistică Salbris – Romorantin-Lanthenay.
- Zona de odihnă Chaussée de César: Zonă de odihnă în sensul Clermont-Ferrand – Orléans, inspirată de denumirea antică.

Ieșirea 7:
- Palatul Jacques-Cœur (Bourges).
- Festivalul de primăvară al cântecului.
- Catedrala Saint-Étienne din Bourges.

Ieșirea 8:
- Monumentul centrului Franței la Bruère-Allichamps (pe RD 2144).
- Aire du Centre de la France, zonă de servicii în sensul Clermont-Ferrand – Orléans.
- Saint-Amand-Montrond, Orașul Aurului (artizanat de bijuterii).

Ieșirea 9:
- Pădurea Tronçais, celebră pentru stejarii săi centenari.
- Regiunea Naturală Bocage bourbonnais.

Nodul rutier cu A714:
- Montluçon (Castelul ducilor de Bourbon, oraș de artă).
- Commentry.
- Néris-les-Bains, stațiune balneară.

Ieșirea 11:
- Moulins (oraș de artă și istorie, Centrul Național al Costumelor de Scenă).
- Saint-Pourçain-sur-Sioule, regiune viticolă AOC.

Nodul rutier cu A719:
- Cheile râului Sioule, Ébreuil, Paléopolis.
- Vichy, la 25 km (prin RD 2209, fostul RN 209): mare stațiune termală și comercială, Parcurile Allier, curse hipice, hoteluri de lux, palate și operă.
- Zona de servicii Volcans d'Auvergne:
- Zona de servicii la intrarea în departamentul Puy-de-Dôme.
- Vedere panoramică asupra lanțului muntos Puys și produse regionale.

Ieșirea 13:
- Châtel-Guyon, stațiune balneară.
- Volvic, celebră pentru producția de apă.
- Clermont-Ferrand și Montferrand:
- Catedrala Notre-Dame-de-l'Assomption din Clermont-Ferrand.